# 淡水巴山吸虫
淡水巴山吸虫（学名：Basantisia tamsuiensis）为微茎科巴山属的动物。分布于台湾台北市等地，营寄生生活，终末宿主小鸭以及寄生在肠部。